# Gewimperter Stielbovist
Der Gewimperte Stielbovist (Tulostoma fimbriatum) ist eine Pilzart aus der Familie der Champignonverwandten und zählt zu den häufigsten Gattungsvertretern.

## Merkmale

### Makroskopische Merkmale

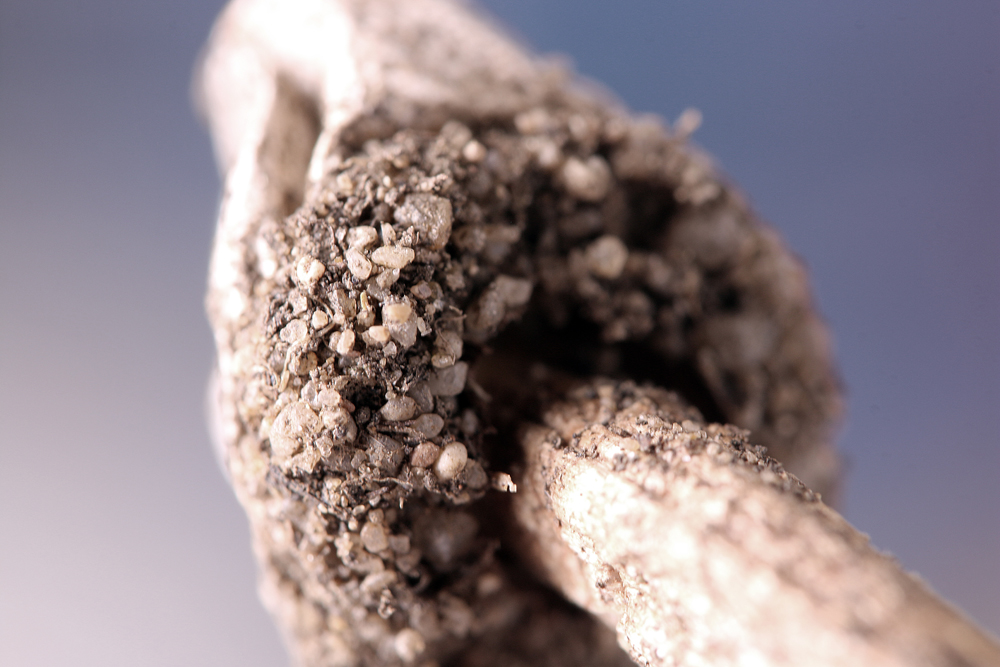
Gewimperter Stielbovist: Peridien mit Sand

Der Gewimperte Stielbovist ist in der Größe sehr variabel. Die Fruchtkörper besitzen einen 3 bis 8 cm hohen und bis zu 3 mm breiten, rilligen Stiel mit anliegenden braunen Schuppen. Der eigentliche Fruchtkörper (Sporensack) ist kugelig und 0,6 bis 1 cm (laut Wright bis zu 1,5 cm) im Durchmesser. Die Endoperidie ist gräulich bis schmutzig-weiß, manchmal auch metallisch glänzend. Sie ist glatt, aber oft durch den anklebenden Sand genarbt. Außerdem ist die Unterseite des Kopfteils meist mit Erd- und Sandpartikeln verkrustet. Der Gewimperte Stielbovist hat eine flach-kegelförmige Öffnung der Endoperidie. Die Öffnung kann leicht brustwarzenförmig und im Alter fein gezähnelt sein. Die Gleba ist ockerfarben bis hellbraun oder rostfarben.

### Mikroskopische Merkmale

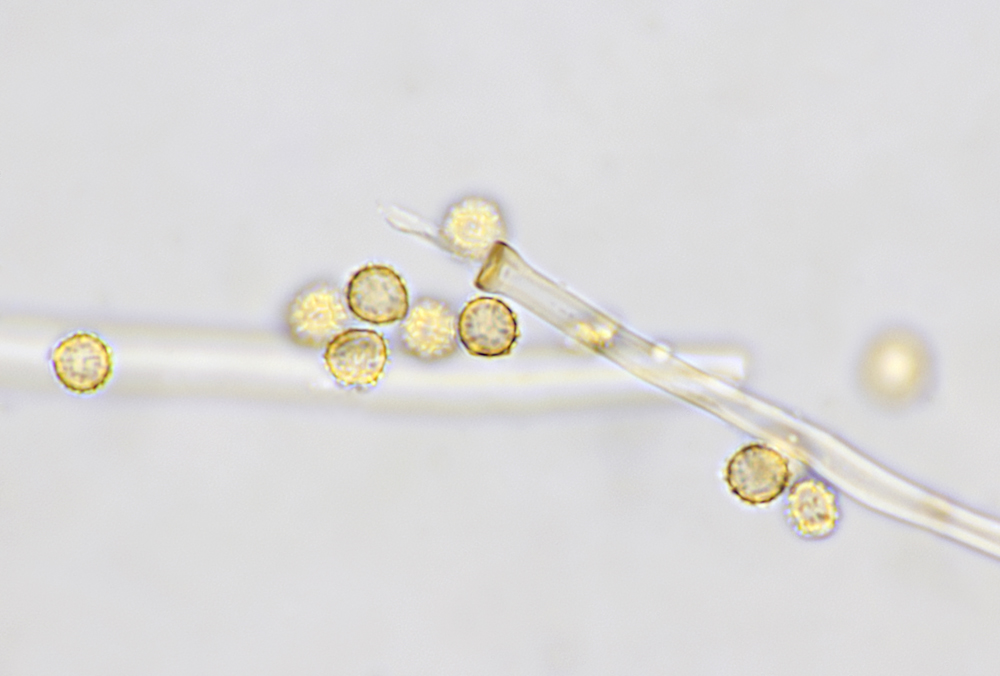
Gewimperter Stielbovist: Capillitium und Sporen

Der Gewimperte Stielbovist besitzt deutlich warzige Sporen. Sie sind hellbraun, kugelig und 4,3 bis 5,7 (bis zu 6) µm × (von 3,6) 4,6 bis 5,1 µm groß. Unter dem Elektronenmikroskop erscheint die Ornamentation dick und uneben mit anliegenden Warzen, die wenig miteinander verbunden sind. Das Capillitium ist hyalin bis leicht gelblich, verzweigt und wenig septiert, die aber nicht angeschwollen sind. Die Fäden sind 3,5 bis 6 (bis zu 7,7) µm dick, verzweigt und dickwandig.

### Artabgrenzung
Sehr ähnlich ist der Zitzen-Stielbovist (Tulostoma brumale), der aber eine deutlich zitzenförmig langgezogene Mündung hat. Mikroskopisch unterscheidet er sich darin, dass die Septen in seinem Capillitium deutlich knotenartig verdickt sind. Wenn der Stiel vergraben ist, kann man in bei erster Betrachtung auch mit kleinen Bovisten wie Bovista pumila verwechseln.

## Ökologie
Tulostoma fimbriatum wächst auf vor allem in Trockenrasen, an sandigen, sonnigen Hängen, so in steppigen und warmen Gebieten.

## Verbreitung
Der Gewimperte Stielbovist ist die häufigste Art der Stielboviste in Europa und ist in Europa (nördlich bis zu den Niederlanden und Mittelschweden), Asien (Südsibirien, Mittelasien) und Nordamerika verbreitet.